# Pablo Holman
Pablo Ernesto Holman Concha (Santiago, 23 de julho de 1988) é um músico chileno, integrante do grupo de pop rock chileno: Kudai.

## Biografia
Está arraigado na Cidade do México, onde convive junto a seu casal, a actriz Rocío García e com a que é pai de uma menina. Holman conheceu o país asteca para o Prêmios MTV 2007 e ficou surpreso.
Em fevereiro de 2018 enquanto encontrava-se de gira por Buenos Aires com Kudai, deveu ser internado no Hospital Alemão e ainda que confirmou-se que Holman foi submetido a um electrocardiograma, o diagnóstico não se fez público.

## Carreira
Em 1999 Holman foi seleccionado dentre uma centena de talentosos meninos, junto a Tomás Manzi, Nicole Natalino e Bárbara Sepúlveda, para integrar um projecto musical que se conheceu como Ciao.
Depois que Kudai terminou, Holman decidiu ficar no México e mais tarde fundou as bandas de rock mexicano-chilenas: Lillyput e o deathcore Entertain The Beast.

### Kudai
Em 2003 Holman, Manzi, Natalino e Sepúlveda; todos com 14 anos, criaram o grupo Kudai. Ao longo de 9 anos, o grupo atingiu uma em massa popularidade em toda América Latina e marcou à geração adolescente dos anos 2000 de toda América do Sul, para hoje ser reconhecida, junto aos Prisioneiros, como a mais influente de Chile e um símbolo da música latinoamericana junto a Maná e Soda Stereo.
Em 2006 Nicole Natalino abandonou o grupo para empreender sua carreira solista e foi substituída pela equatoriana Gabriela Villalba. Nesse mesmo ano o grupo publicou seu segundo álbum: Sobrevive o qual seria seu trabalho mais admirado e o que os localizou como o grupo mais importante do continente, ainda com o lançamento de Amar es combatir álbum e obra mestre de Maná. Ao ano seguinte ambos artistas, junto a Soda Stereo, seriam reconhecidos pelo povo latinoamericano nos Prêmios MTV 2007.
Em 2009 os integrantes decidiram pôr fim ao grupo, mediante um acordo de não divulgação.
Em novembro de 2016, depois de 7 anos, o grupo regressou com Nicole Natalino.

## Discografía
| Álbum                 | Ano  | Autor |
| --------------------- | ---- | ----- |
| El poder de los niños | 2002 | Ciao  |
| Vuelo                 | 2004 | Kudai |
| Sobrevive             | 2006 | Kudai |
| Nadha                 | 2008 | Kudai |
| Laberinto             | 2019 | Kudai |
| Revuelo               | 2021 | Kudai |